# La Folie des vaillants
Pour plus de détails, voir Fiche technique et Distribution.
La Folie des vaillants est un film muet français réalisé par Germaine Dulac, sorti en 1926.

## Synopsis
Les amours tragiques de Loïko et de la tzigane Radda.

## Fiche technique
- Titre original : La Folie des vaillants
- Titre anglophone (États-Unis) : The Madness of the Valiants
- Réalisation : Germaine Dulac
- Scénario : Germaine Dulac, d'après  Makar Tchoudra et le Chant du faucon de Maxime Gorki
- Photographie : Paul Parguel, Maurice Forster
- Société de production : Les Cinégraphistes Associés
- Société de distribution : Mappemonde Films
- Pays de production :  France
- Langue : film muet avec les intertitres  en français
- Format : Noir et blanc  — 35 mm — 1,33:1 — Film muet
- Métrage : 1 250 mètres (4 bobines)
- Genre : Film dramatique
- Durée : 45 minutes
- Dates de sortie :
  - France : 2 avril 1926

## Distribution
- Raphaël Liévin : Loïko Sodar
- Lia Loo : Radda
- Castellucci : Lenka